# فال بايانو
فال بايانو (بالبرتغالية: Val Baiano‏) هو لاعب كرة قدم برازيلي في مركز الهجوم، ولد في 7 أبريل 1981 في جيكيي في البرازيل. لعب مع النادي الأهلي ونادي برازيليا ونادي بينابولينيزي ونادي جل فيسنتي ونادي ريو فيردي ونادي سانتوس ونادي ساو كايتانو ونادي سي آر بي ونادي سيارا ونادي غاما ونادي فلامنغو ونادي مونتيري.